# Warped Tour
Il Warped Tour è stata una tournée di musica e sport estremi. Il tour era sponsorizzato a partire dal 1995 dall'azienda di scarpe per BMX e skateboard Vans, così che il tour è spesso chiamato Vans Warped Tour.
Inizialmente celebre per l'essere una vetrina per i gruppi punk rock, ospita annualmente anche alternative rock, emo, post-hardcore, e christian rock.
Il fondatore del Warped Tour, Kevin Lyman, ha dichiarato che il Vans Warped Tour del 2018 sarebbe stato l'ultimo. Per il 25º anniversario del tour si sono tenuti altri tre eventi nel 2019.

## Il tour

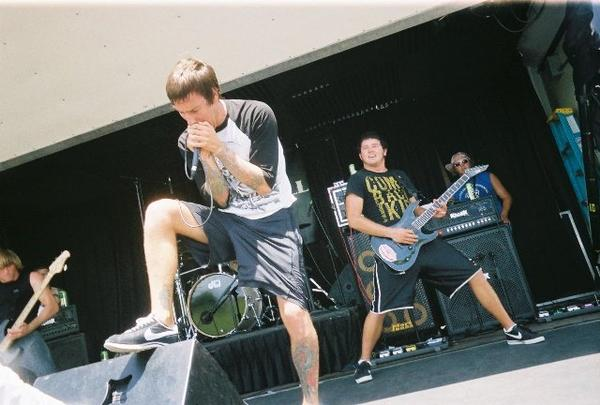
I Parkway Drive in Texas.

Il progetto nasce nel 1994 a Los Angeles, organizzando nei primi anni una serie di concerti nell'area della California e nelle zone circostanti. Ai concerti suonavano principalmente gruppi punk rock e ska. Successivamente il tour si estese a tutte le più grandi città degli Stati Uniti e del Canada e guadagnarono un posto fisso all'interno del tour gruppi alternative rock, post-hardcore, pop punk, screamo e deathcore.
Da metà degli anni 2000, il Warped Tour ospita oltre cento gruppi per show. Le band suonano per circa mezz'ora in differenti palchi, anche se i gruppi principali suonano generalmente nei due palchi principali per circa quaranta minuti. Solitamente i concerti iniziano alle 11 del mattino per terminare alle 9 della sera con vari gruppi contemporaneamente nei vari stage. I programmi con gli orari dei gruppi ed i palchi sono elencati in un grande pannello al centro dello spazio adibito al tour. L'area è realizzata in maniera da impedire che la musica dei concerti interferisca con quella degli altri palchi.
Ogni anno il tour si svolge tra USA e Canada in un periodo che generalmente va da metà giugno a metà agosto.
Ogni anno è presente una BBQ Band (lett.: gruppo barbecue), la quale, in cambio della possibilità di suonare sul palco, deve preparare i pasti per le altre formazioni ed il resto del personale. Tra i gruppi BBQ del passato, Dropkick Murphys e The Fabulous Rudies.  Allo stesso modo, gli Animo (precedentemente DORK) hanno suonato negli ultimi quattro anni in cambio di lavorare nel gruppo di allestimento dello stage.
Nonostante il punk rock e lo skate punk non siano più i principali generi all'interno del Warped Tour, ci sono diversi gruppi che vi hanno preso parte in molte edizioni quali NOFX, Bad Religion, The Casualties, Anti-Flag, The Unseen...

## Storia

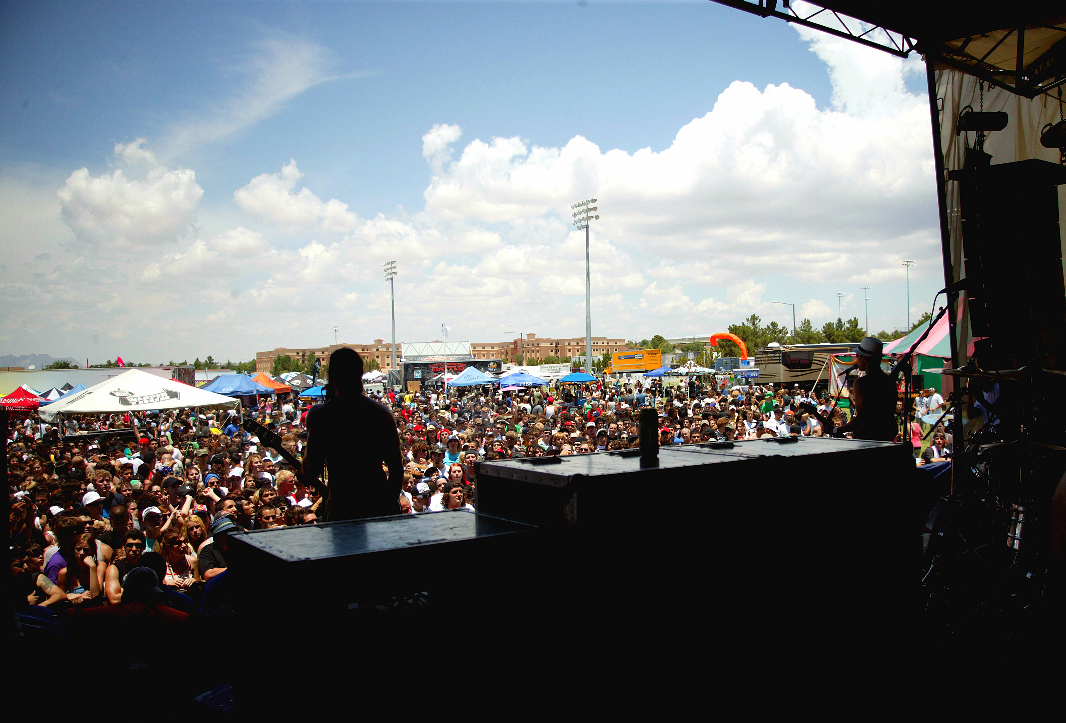
I Pepper nel Vans Warped Tour 2007, a Las Cruces, 12 luglio 2007.

Il Warped Tour viene creato nel 1994 da Kevin Lyman, che prende l'idea lavorando in spettacoli di skateboard come Vision Skate Escape e Holiday Havoc, i quali includevano musica assieme alle sfide di skate. Il nome viene dalla rivista Warp Magazine, pubblicata per un breve periodo da Transworld, pubblicazione che si occupava di surf, skateboard, snowboard e musica.
A partire dal 1998 il tour diventa internazionale, prevedendo tappe in Australia, Giappone, Europa e Canada, oltre agli Stati Uniti.
Nel 1999, il tour è partito dalla Nuova Zelanda e l'Australia a capodanno, per poi ricominciare nell'estate dell'emisfero settentrionale negli Stati Uniti e terminare in Europa.
Oltre alla musica, il festival ha molte attrazioni, come half-pipe per skater e BMX. Sono inoltre presenti bancarelle in stile mercato delle pulci, nelle quali si possono trovare oggetti di merchandising dei vari gruppi, etichette indipendenti, case editoriali, organizzazioni non profit e sponsor. Molti gruppi si spostano dopo i concerti nei propri padiglioni per incontrarsi con i fan e firmare autografi.
Per molti ragazzi del Nord America il Vans Warped Tour è un appuntamento fisso dell'estate a cui è facile partecipare dato che tocca quasi tutte le aree più popolate della regione.

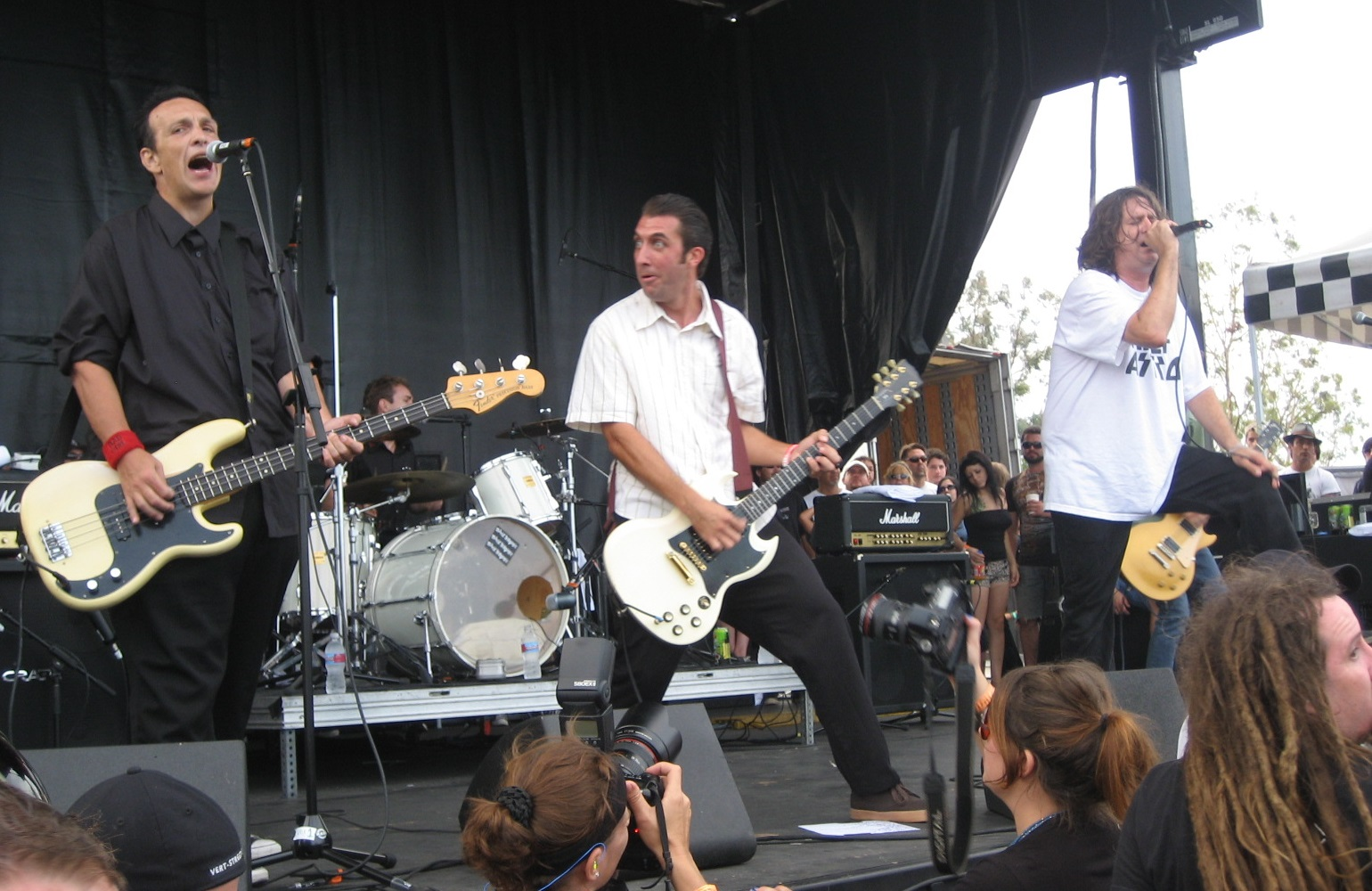
I The Adolescents.

### Warped Tour 2009
Il 10 febbraio 2009 sono stati resi noti i dettagli dell'annuale "Warped Tour Kick Off Party". Lo spettacolo ha avuto luogo il 2 aprile 2009 presso il Key Club di West Hollywood, in California, e presentava le band del Warped Tour 2009 i T.S.O.L, The Adolescents e Sing it Loud.  Il tour ha vinto il premio per il miglior festival/tour ai Rock on Request Awards.

### Warped Tour 2012
Il calcio d'inizio del Warped Tour 2012 si è tenuto il 29 marzo 2012 al Club Nokia di Los Angeles, in California, con esibizioni dei Falling in Reverse, The Used, Yellowcard, Dead Sara e Forever Came Calling. Durante la data di Toronto, un fan è morto durante l'esibizione dei Chelsea Grin. La band e il Warped Tour hanno espresso le loro condoglianze su Twitter. Per la prima volta in 14 anni, il Warped Tour si è tenuto nel Regno Unito nel novembre 2012. Questo è stato anche il primo anno in cui è stato presentato lo spettacolo dei Warped Roadies. Lo spettacolo è stato uno sguardo dietro le quinte dei meccanismi interni del Vans Warped Tour mentre viaggia attraverso il paese con oltre 60 band.

### Warped Tour 2013
La festa d'inizio del Warped Tour 2013 si è tenuta il 28 marzo 2013 al Club Nokia di Los Angeles, in California, con esibizioni dei Chiodos, New Beat Fund, Gin Wigmore, MC Lars, Craig Owens, Dia Frampton, Charlotte Sometimes e Echosmith con ospiti speciali. Il tour tornerà di nuovo in Europa per il secondo anno consecutivo con più date del tour. Per la prima volta dal 2001, il Warped Tour apparirà anche in Australia.

### Warped Tour 2014
La festa di avvio del Warped Tour 2014 si è svolta il 1 aprile 2014 al Club Nokia di Los Angeles, in California, con esibizioni dei Bad Rabbits, Issues, One Ok Rock, Secrets, This Wild Life, To the Wind, Watsky, Chelsea Grin, Beartooth e altri.  Il tour tornò a Montreal per la prima volta in due anni. Il 7 febbraio 2014, è stato annunciato che il Warped Tour avrebbe visitato l'Alaska per la prima volta per uno spettacolo pre-tour "The Road to Warped". L'intero primo appuntamento (13 giugno a Houston) è stato trasmesso in streaming in diretta sul sito Web del tour. Nel giugno 2014, Kevin Lyman ha annunciato su Twitter che il segmento britannico del tour 2014 non sarebbe andato avanti. La fermata di San Diego è stata sponsorizzata da Waveborn Sunglasses. Durante la celebrazione del 20º anniversario del tour, ci sono state apparizioni a sorpresa di due gruppi, i Linkin Park hanno suonato a Ventura, California, il 22 giugno 2014, e i A Day to Remember, hanno suonato a Chicago, Illinois, il 19 luglio 2014.

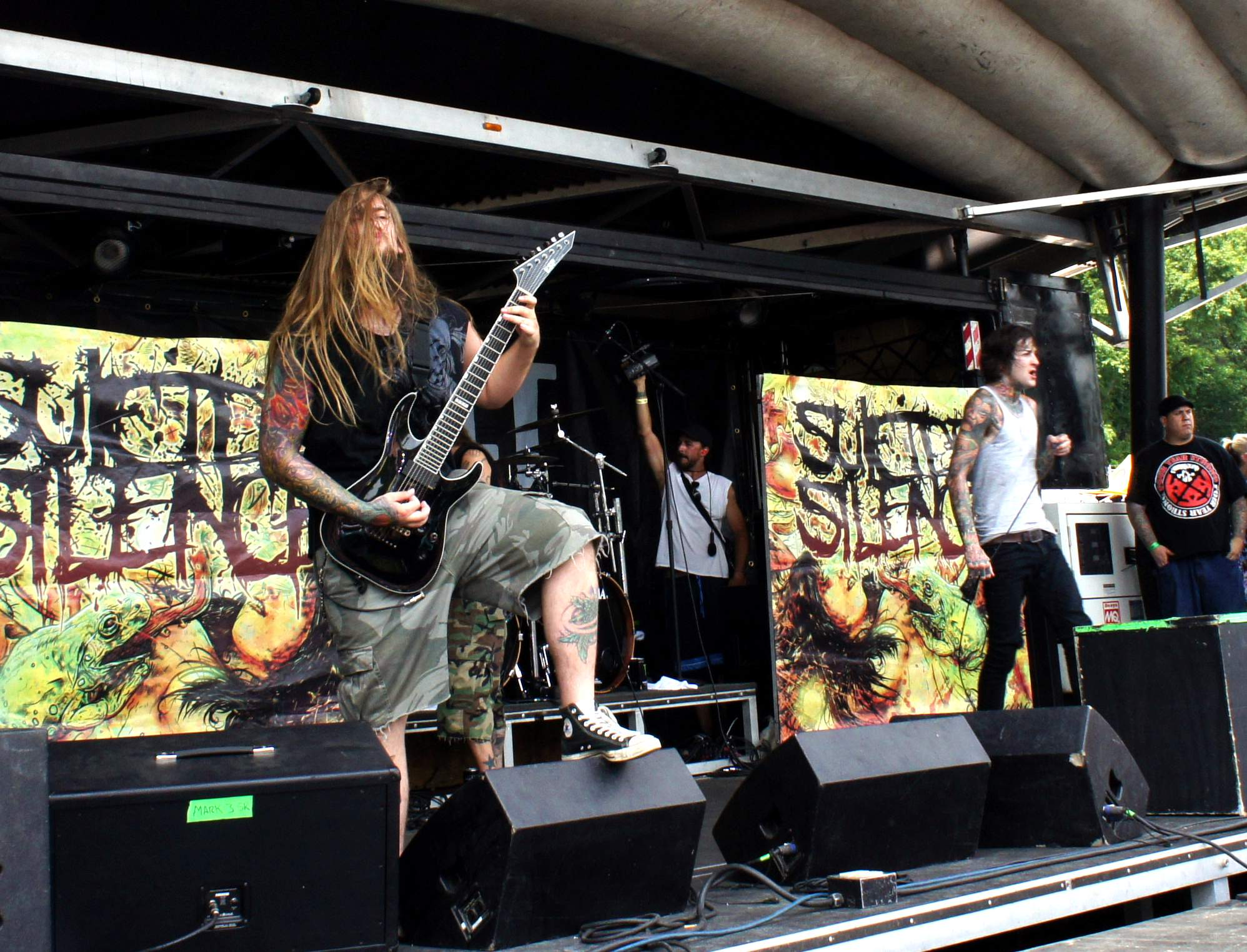
I Suicide Silence ai the Vans Warped Tour.

### Warped Tour 2015
Il calcio d'inizio del Warped Tour 2015 si è tenuto il 7 aprile 2015 al Club Nokia di Los Angeles, in California, con esibizioni di As Is, Bebe Rexha, New Years Day, Knuckle Puck, Metro Station, Candy Hearts e New Beat Fund. Il tour ha nuovamente visitato l'Alaska per lo spettacolo "The Road to Warped". L'intero primo appuntamento (19 giugno a Pomona) è stato nuovamente trasmesso in diretta sul sito web del tour. Il tour è tornato in Europa suonando all'Alexandria Palace di Londra, Regno Unito, il 18 ottobre.

### Warped Tour 2016
Il Warped Tour 2016 ha annunciato le band il 22 marzo alla festa inaugurale della Full Sail University in Florida, con esibizioni selezionate di band Warped 2016. Tra i protagonisti di questo tour ci sono Falling In Reverse, Less Than Jake, Good Charlotte, Sleeping With Sirens, New Found Glory e altri. Il tour è iniziato il 24 giugno 2016 a Dallas, in Texas, e ha colpito 41 città per tutta l'estate, terminando a Portland il 13 agosto 2016. Oltre alle 41 città, c'era un "Road to Warped Tour Alaska" il 22 giugno 2016.

### Warped Tour 2017
Il Warped Tour 2017 ha annunciato le band il 22 marzo alla festa di calcio alla Full Sail University in Florida. Tra gli headliner (le band che suonano le fasi sponsorizzate dei viaggi) di questo tour ci sono, Beartooth, Dance Gavin Dance, I Prevail e New Years Day, tra gli altri. Il tour è iniziato l'11 giugno 2017 a Seattle, in California, e colpirà 41 città per tutta l'estate, per concludersi a Pomona, in California, il 6 agosto 2017. Oltre alle 41 città, ci sarà uno spettacolo aggiuntivo con uno separato scaletta a Toluca, in Messico, il 27 maggio 2017 e una crociera "Warped Rewind At Sea" che salperà da New Orleans, si fermerà a Los Angeles e arriverà a Cozumel, dal 28 ottobre al 1 novembre 2017.

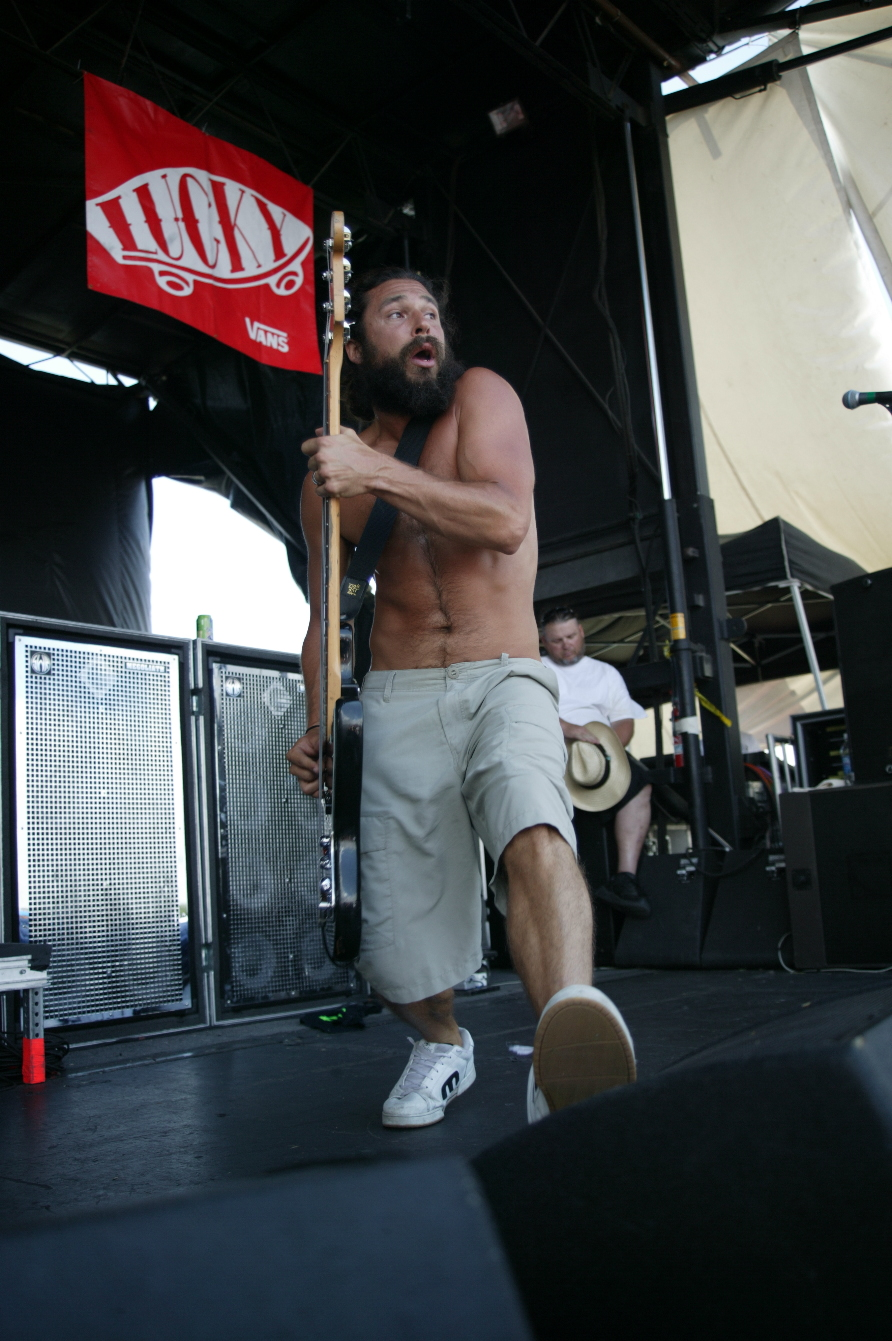
I Pepper si esibiscono a Las Cruces al the Vans Warped Tour.

### Warped Tour 2018
Il 15 novembre 2017, Kevin Lyman ha annunciato che il Warped Tour 2018 sarà l'ultimo anno di attività. "Sono così grato di aver lavorato con più di 1.700 band nelle ultime 23 estati", ha detto Lyman nel suo annuncio. "Vorrei poter ringraziare ogni band che ha suonato nel tour." Inoltre, Warped Tour ha annunciato che avrebbe suonato in Giappone nel 2018. Le band che parteciperanno sono i Korn (che non ha mai suonato al festival), Prophets of Rage e Limp Bizkit (che è apparso al Warped Tour 1997).

### Warped Tour 2019
Il 18 dicembre 2018, Lyman ha rivelato i dettagli per il 25º anniversario del tour, che si sarebbe svolto nel 2019.
Il Warped Tour si è svolto a Cleveland (Ohio) l'8 giugno 2019, ad Atlantic City (New Jersey) il 29 e il 30 giugno 2019, e a Mountain View (California), il 20 e il 21 luglio 2019.

## Critiche e controversie
Mentre molte persone considerano il tour una trovata commerciale, con prezzi elevati, alcuni difendono i cambiamenti nel settore della produzione del tour attraverso gli anni. -Il Warped Tour è un posto per gli adolescenti e i ragazzi, dove possono andare ad ascoltare tutti i loro gruppi preferiti, in un solo giorno-, spiega Rob Pasalic, chitarrista dei Saint Alvia Cartel, -"Non avrebbe senso ripetere lo stesso tour del 2007 uguale a quello del 1997. Queste sono le band che piacciono ai ragazzi, e il tour è abbastanza intelligente per crescere e adattarsi a questo. Potrebbero esibirsi band come i Bad Religion, così da non perdere tutte le radici del tour-. Joe Queer dei The Queers ha dichiarato che: -"Voi suonate perché c'è qualcosa dentro di voi che dice che dovete suonare. Ora si hanno delle band come i Fall Out Boy, che sono fondamentalmente nati in studio. Il Warped Tour è cambiato. Cazzo. A me non piace quella merda. Tutti i ragazzi della band mi ricordano i palestrati che odiavo alla scuola superiore. Per me un concerto punk è un piccolo club con il pubblico, dove si suda sul volto, e si spegne il microfono, urlando con tutta l'energia possibile-.
La band Propagandhi ha nominato il tour in una loro canzone, dicendo che il rock è un'energia sostenibile per il capitalismo, e ha creato testi che classificano il tour come "merda" e criticando la sponsorizzazione Vans a causa dell'utilizzo di manodopera straniera. Brendan Kelly dei The Lawrence Arms ha detto che esso uccide i più piccoli luoghi di concerto, da quando le grandi band vanno in tour insieme. La band dice che è stata inoltre indotta loro stessi ad essere permanentemente bannati dal Warped Tour quando Brendan Kelly ha detto questo sullo stadio. Nell'album dei The Lawrence Arms, Oh! Calcutta! c'è una canzone intitolata Warped Summer Extravaganza (Major Excellent)(eccellente principale), un riferimento alle esperienze della band durante il Warped Tour.

## Popolarità
Il Warped Tour divenne un trampolino di lancio per molti artisti emergenti. Il festival è stato attribuito alla luce di artisti sconosciuti come Black Veil Brides, Avenged Sevenfold, Blink-182, Sum 41, Limp Bizkit, My Chemical Romance, Fall Out Boy, Paramore, MGK, Bebe Rexha, Katy Perry e Yelawolf.
Il Warped Tour ha dato agli artisti come Will.i.am e The Black Eyed Peas la possibilità di esibirsi. I Black Eyed Peas erano presenti nel Vans Warped Tour del 1999. Secondo Will.i.am, i Black Eyed Peas sono stati il primo gruppo non classificato come "punk" a suonare al Warped Tour.

## Sponsorship

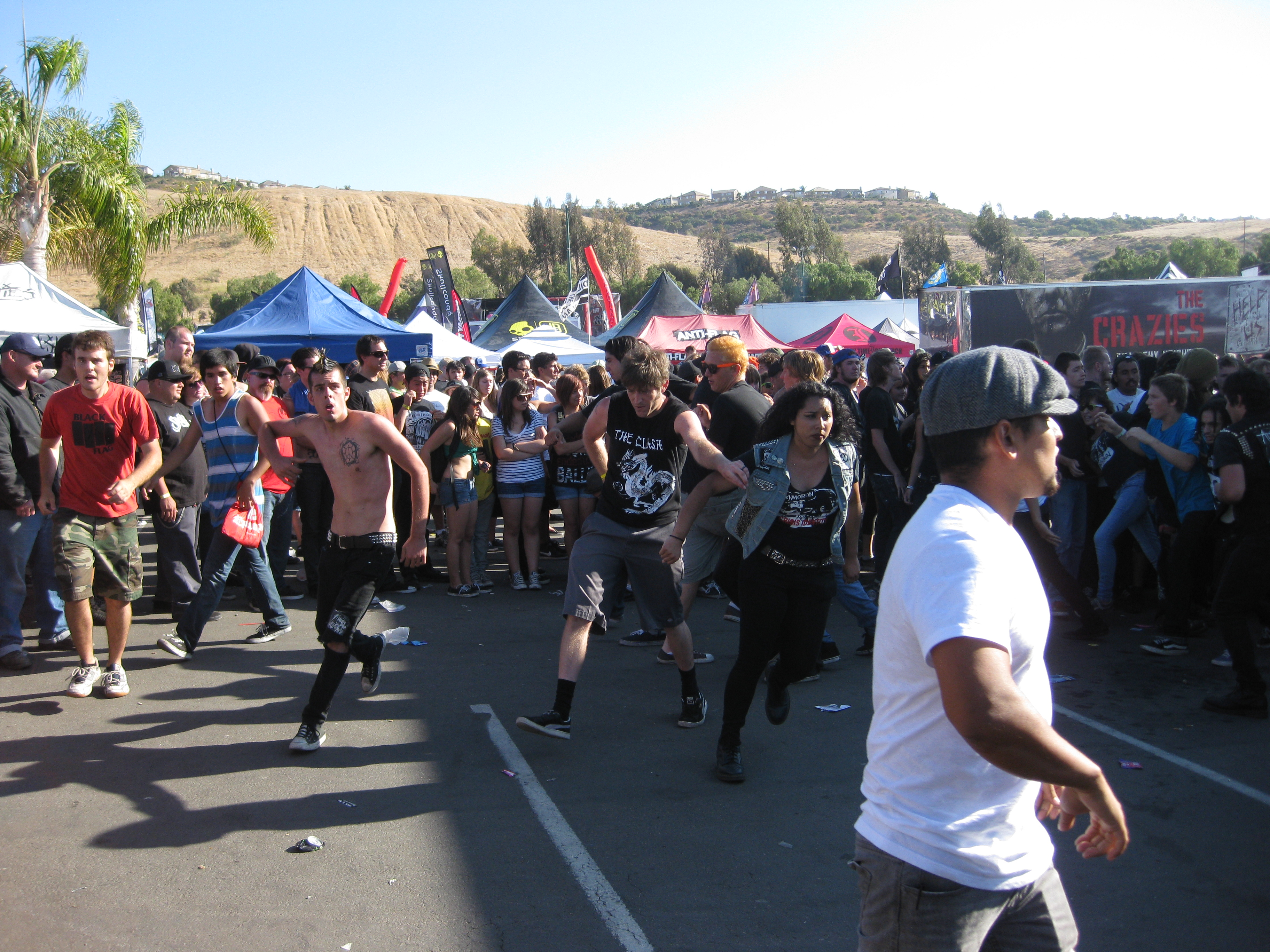
I partecipanti in un pogo nel tour 2010.

Il Vans Warped Tour è stato sponsorizzato da Vans e negli ultimi anni Journeys ha aderito come sponsor. A Kevin Lyman è stata offerta la sponsorizzazione di Calvin Klein prima di lavorare con Vans. Il tour è stato anche sponsorizzato da Samsung, che ha permesso a band e fan di interagire tra loro. Il programma del giorno è stato inviato ai fan il giorno del loro spettacolo. Samsung ha anche sponsorizzato un asilo nido al contrario per il tour Warped, che consente ai genitori di rinfrescarsi e ai loro figli di guardare le loro band preferite. Warped Tour ha anche collaborato con altre società tecnologiche come Cingular Wireless, Apple Computer e molti altri. Ciò consente a queste aziende di raggiungere il pubblico più giovane. Il responsabile delle comunicazioni di Memorex ha dichiarato che il Warped Tour consente loro di raggiungere un pubblico più giovane grazie alla musica di cui queste persone sono "appassionate". Ad un certo punto, Warped Tour ha anche fornito ai partecipanti il servizio Internet durante il festival.

## Attivismo e filantropia
L'attivismo è stato uno dei componenti principali del Vans Warped Tour e ha consentito a organizzazioni non profit come Invisible Children, Keep A Breast Foundation e Hope For The Day di difendere la loro causa. Altre cause che furono rappresentate al Warped Tour furono Music Save Lives ed Earth Echo. Earth Echo promuove il riciclo e fornisce uno stadio ad energia solare. Keep A Breast è un'altra organizzazione del Vans Warped Tour. Keep A Breast educa le donne al cancro al seno e alle misure preventive contro la malattia. Questa organizzazione ha collaborato con il Garage Girlz al Vans Warped Tour. Le persone che donano alla causa ricevono magliette firmate dagli artisti durante il tour per diffondere la consapevolezza del cancro al seno.
Dal 2001, il tour itinerante è affiliato a People for the Ethical Treatment of Animals (PETA), inclusi venditori di cibo e stand che distribuiscono informazioni sui diritti degli animali e sul veganismo.
Nel marzo 2016, è stato annunciato che il Warped Tour avrebbe collaborato con A Voice For The Innocent per affrontare il problema delle violenze sessuali nella scena musicale.
Il Vans Warped Tour ha contribuito con 25 centesimi per ogni biglietto venduto a un'organizzazione chiamata Hollywood Heart. Il Warped Tour ha anche dato soldi agli sforzi di soccorso per l'uragano Katrina.

## Palchi

### Attuali

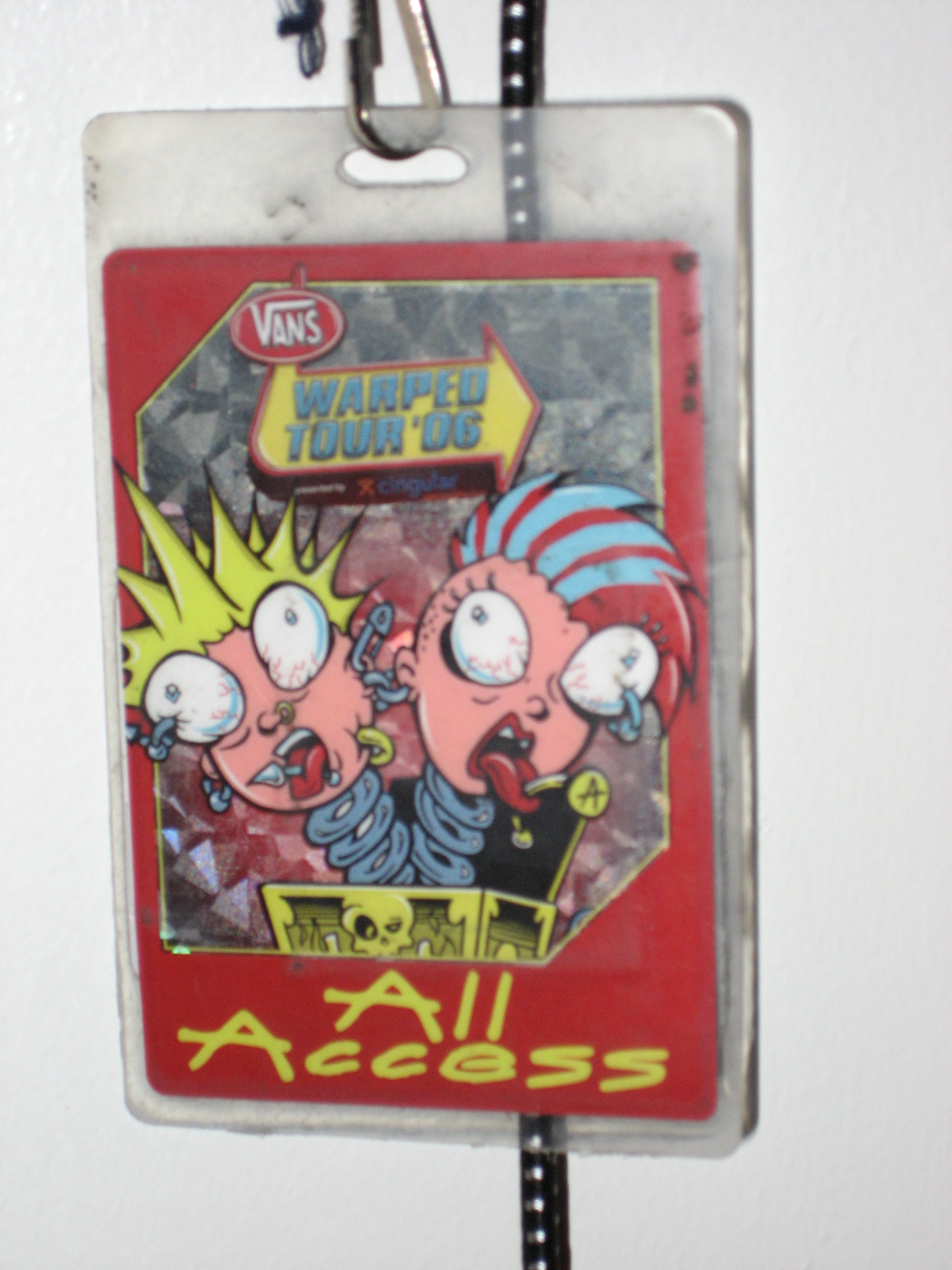
Pass per il Warped Tour 2006

Il Warped presenta vari palchi, tra i quali:
- il palco principale (sono presenti due palchi principale, prima denominati "Main Stage Left" e "Main Stage Right", mentre nel 2007 i nomi sono stati "Lucky" e "13". In passato, i palchi hanno avuto diversi nomi, tra i quali "Brian" e "Teal").
- The Hurley Stage
- The Hurley.com Stage
- The Smartpunk Stage
- The Ernie Ball Stage
- Kia/Kevin Says Stage
- East Coast Indie/Playwork Productions Stage (presente solo nelle tappe della costa orientale degli Stati Uniti)
- Skullcandy Mix Tent Stage
- Skate Ramp Stage
- Family Clothing Stage (ogni mattina all'esterno del tour)
- The Shiragirl Stage (dal 20 al 22 giugno e dal 23 al 28 luglio)
- Jersey Stage (il 28 luglio)
- The Old School Stage  (dal 14 al 17 agosto)

### Passati
- The Volcom Stage
- The Code of The Cutz Stage
- Vagrant/Major League Baseball Stage
- The DIY Stage
- The Drive-Thru Records Stage
- Stage Ocho (Lucky 13 Mini Ramp Stage)
- All Girl Skate Jam Stage (il 25 agosto 2007)
- Union Stage (dall'11 al 12 agosto 2007)

I palchi sono solitamente strutture temporanee che si piegano in uno o più rimorchi. Se il luogo è in un anfiteatro, spesso si usa il palco. Nel 2006, le due parti del palco furono spesso divise tra Volcom stage e MLB Vagrant stage. Quest'anno, il paco dell'anfiteatro è stato diviso tra Smartpunk.com stage and Hurley.com stage. Tuttavia, al Tower City Amphitheatre di Cleveland, che è relativamente un palco stretto, il palco fu usato per il Main Stage Right.

## Conflitti fra band

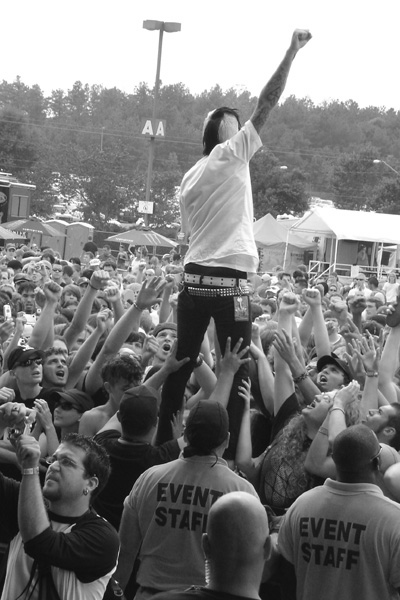
Chris Barker degli Anti-Flag.

Alcuni gruppi hanno lasciato il tour a causa di conflitti che hanno avuto in tour con altre bande:
- I Guttermouth furono cacciati dal Warped Tour 2004 per un insulto ai My Chemical Romance. La band ha dichiarato che in seguito se ne sono andati loro stessi a causa di "10 o quasi" band senza nome che non avevano suonato con il modo dei Guttermouth di fare business, e in alcuni casi, li minacciarono con violenza.[6]
- Secondo Fat Mike, al tour del 2006, i From First to Last erano sconvolti di non essere in grado di suonare prima delle 2:00 del pomeriggio sul palco principale, e hanno rifiutato di continuare se non gli fosse stato garantito che la band avrebbe lasciato il tour a causa dei nodi alle corde vocali di Skrillex.
- Nel 2006, il frontman dei NOFX Fat Mike ha criticato gli Underoath per le loro credenze religiose e la loro posizione sul matrimonio gay. Successivamente ha sottolineato come i NOFX fossero in amicizia con i membri degli Underoath scongiurando una loro rinuncia al tour
- Kevin Lyman ammise che nel tour del 2007 alcune delle più stagionate band più recenti sono stati irritate da band con attitudini da rock-star, e anche che vi è stata una certa tensione tra gruppi punk e gruppi cristiani.
- Broadway Calls furono critici sul numero di band pop e cristiane al tour del 2008 dichiarando: "Quando ci sono 60 band al giorno, e la maggior parte di essi sono costituiti da band cristiane che suonano MUSICA VERAMENTE PESANTE per Gesù, o popband, con l'unica cosa che li separa da boyband come i Backstreet Boys sono le loro chitarre sintonizzati appese alle loro spalle, è difficile essere confortevole. Mi guardo intorno, e rapidamente rendersi conto che l'unica differenza tra questo e un grande partito è che fra tutti questi idioti che fanno musica. Cattiva musica. Inascoltabile."[7]

## Raccolte ufficiali
Una raccolta ufficiale in CD viene pubblicata annualmente dalla SideOneDummy Records il giorno dell'inizio del tour. La compilation include canzoni dei vari artisti che si esibiscono nel tour dell'anno. Le prime raccolte hanno avuto diversi titoli, ma a partire dall'edizione del 2001 la serie ha usato lo standard Warped Tour <anno> Tour Compilation. Dal 2002 la compilation prevede 2 CD, contenendo così 50 artisti, formato poi seguito nelle raccolte successive.
| Anno | Titolo                            | Classifica USA |
| ---- | --------------------------------- | -------------- |
| 1998 | A Compilation of Warped Music     | —              |
| 1999 | A Compilation of Warped Music II  | —              |
| 2000 | World Warped III Live             | —              |
| 2001 | Warped Tour 2001 Tour Compilation | —              |
| 2002 | Warped Tour 2002 Tour Compilation | 55             |
| 2003 | Warped Tour 2003 Tour Compilation | 21             |
| 2004 | Warped Tour 2004 Tour Compilation | 8              |
| 2005 | Warped Tour 2005 Tour Compilation | 13             |
| 2006 | Warped Tour 2006 Tour Compilation | 27             |
| 2007 | Warped Tour 2007 Tour Compilation | 31             |
| 2008 | Warped Tour 2008 Tour Compilation | 35             |
| 2009 | Warped Tour 2009 Tour Compilation | 50             |
| 2010 | Warped Tour 2010 Tour Compilation | 44             |
| 2011 | Warped Tour 2011 Tour Compilation | 61             |
| 2012 | Warped Tour 2012 Tour Compilation | 57             |
| 2013 | Warped Tour 2013 Tour Compilation | 51             |
| 2014 | Warped Tour 2014 Tour Compilation | 34             |
| 2015 | 2015 Warped Tour Compilation      | 94             |
| 2016 | 2016 Warped Tour Compilation      | 117            |
| 2017 | 2017 Warped Tour Compilation      | —              |
| 2018 | 2018 Warped Tour Compilation      | —              |

Inoltre, il sito di vendita di musica digitale Rhapsody.com ha pubblicato regolarmente i Warped Tour Bootleg Series, incentrati ciascuno sulle performance di un singolo artista nel tour. Tra i bootleg del passato, quelli di Matchbook Romance, My Chemical Romance, Bedouin Soundclash, MxPx, The Starting Line, Millencolin, Avenged Sevenfold, Gogol Bordello, Motion City Soundtrack, The Casualties, Anti-Flag, Less Than Jake, Rise Against, Joan Jett & The Blackhearts, The Academy Is... e Helmet.